# Bear Grylls

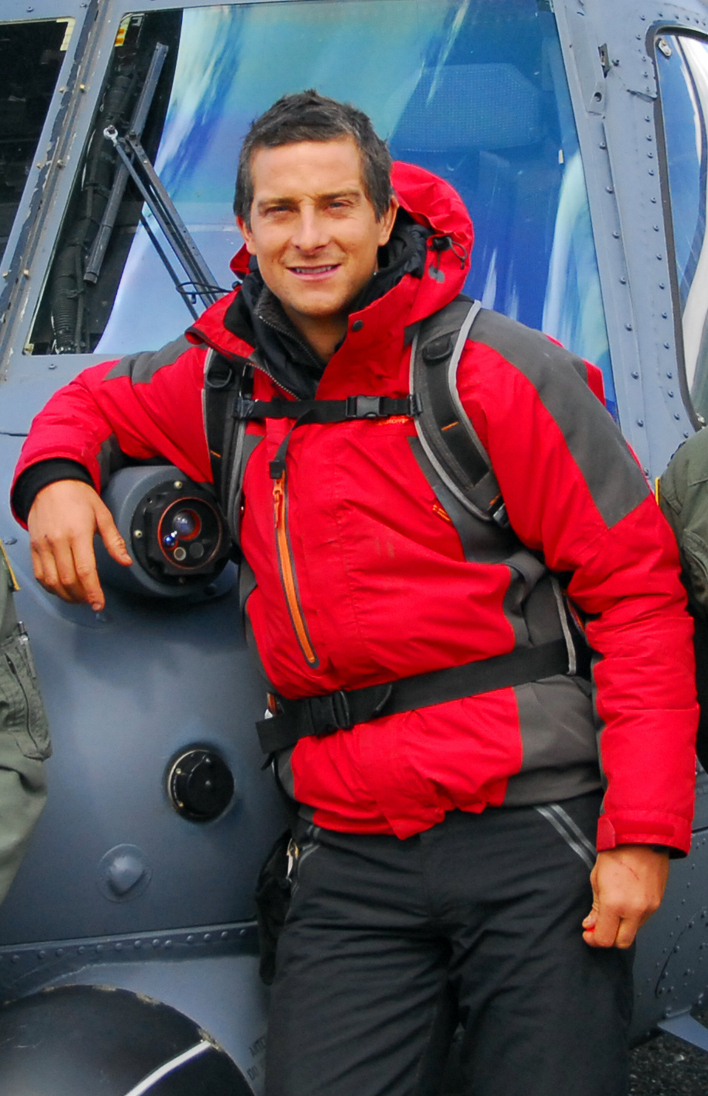
Bear Grylls (2009)

Edward Michael „Bear“ Grylls, OBE (* 7. Juni 1974 in Donaghadee, Nordirland) ist ein britischer Dokumentarfilmer, Abenteurer, TV-Moderator, Survival-Ausbilder, Pfadfinderleiter, Autor und ehemaliger SAS-Soldat. Bekanntheit erlangte er u. a. durch die Serie Ausgesetzt in der Wildnis.

## Leben

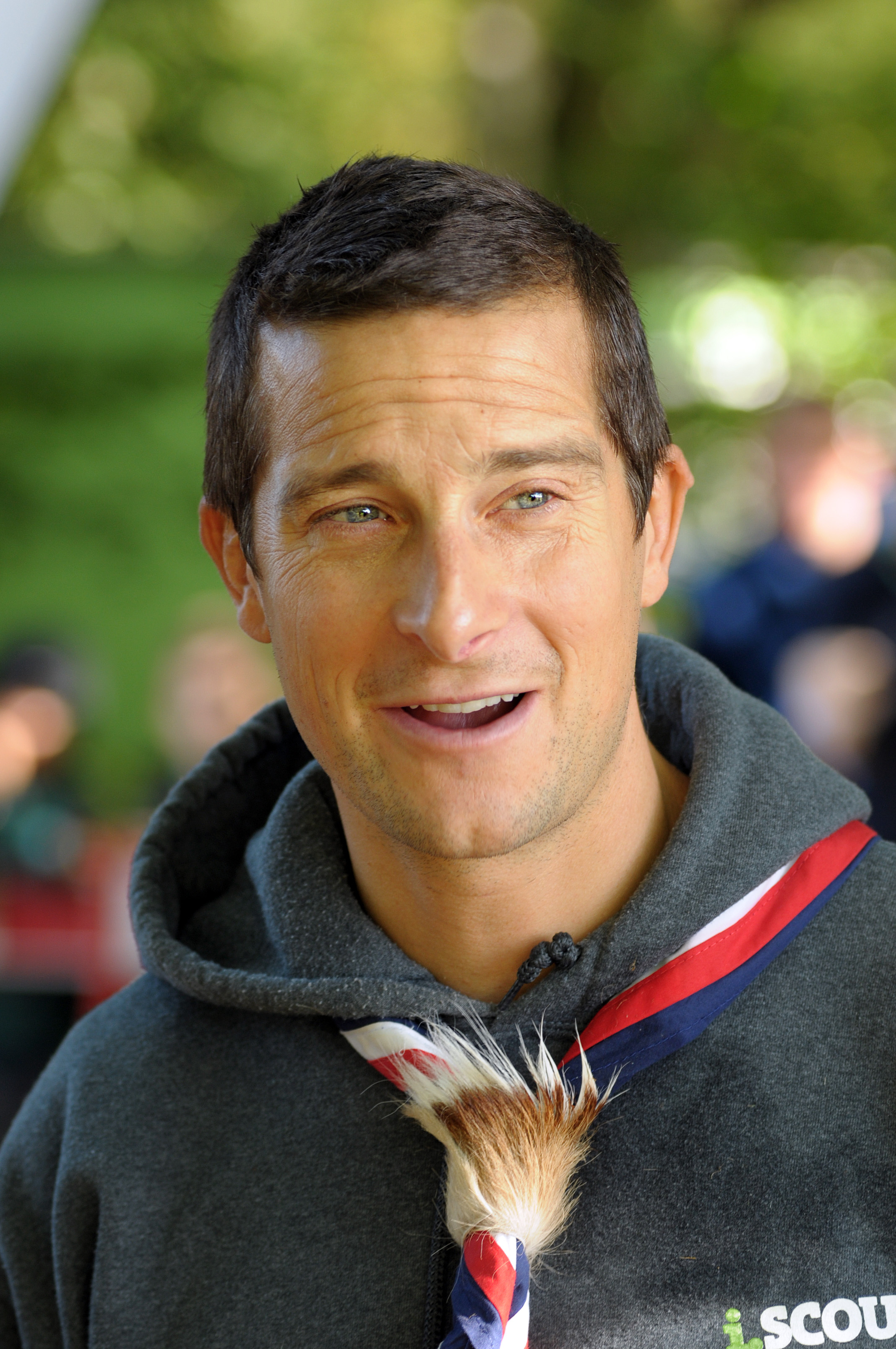
Bear Grylls (Oktober 2012)

Edward „Bear“ Grylls ist der Sohn des verstorbenen Tory-Politikers Sir Michael Grylls. Er studierte am Eton College und hat einen Abschluss in Hispanistik der University of London.
Grylls diente von 1994 bis 1997 beim 21. Special Air Service Regiment (Artists Rifles, Reserveeinheit), einer Spezialeinheit der Britischen Armeereserve. Er beendete seinen Dienst beim SAS, nachdem er sich 1996 während einer Fallschirmsprungübung drei Wirbelbrüche zugezogen hatte. Von einer Kommission der Royal Navy wurde er ehrenhalber zum Lieutenant Commander ernannt.
Im Jahr 1998 bestieg Grylls im Alter von 23 Jahren als jüngster Brite den Mount Everest. 2007 überflog er als erster Mensch mit einem Motorschirm erfolgreich den Mount Everest. Seit seiner Jugend ist Bear Grylls bei den Pfadfindern. Seit dem 11. Juli 2009 ist er der jüngste Chief Scout of the United Kingdom and Overseas Territories, den es jemals gab.
Bear Grylls ist ein gläubiger Christ und macht sich in der Öffentlichkeit für den Glauben an Gott stark. Er lebt zusammen mit seiner Frau Shara und seinen drei Söhnen auf einem umgebauten Lastkahn auf der Themse und zeitweise auf St. Tudwals West, einer kleinen Insel vor Wales.
2019 wurde Grylls von Elisabeth II. mit dem Order of the British Empire für seine Wohltätigkeits- und Jugendarbeit ausgezeichnet.

## Medien
2005 wurde der Dokumentarfilm Escape to the Legion gedreht. In diesem Film wurden Grylls und elf andere britische Rekruten gefilmt, als sie vier Wochen lang eine nachgestellte Ausbildung der französischen Fremdenlegion in der Sahara absolvierten.
Grylls moderierte eine Dokumentarfilm-Reihe für den Discovery Channel Europa, bekannt als Abenteuer Survival (englischer Titel: Man vs. Wild), die auch auf DMAX mit dem Namen Ausgesetzt in der Wildnis ausgestrahlt wird. In dieser Serie zeigt Grylls, wie man in der Wildnis überleben und von dort zurück in die Zivilisation finden kann. Im Jahr 2010 war er in der Discovery-Channel-Serie Worst-Case Scenario zu sehen. In der Serie zeigt Grylls, wie man bedrohliche Situationen im Alltag wie einen Brand in einer Diskothek oder eine Verfolgung möglichst unbeschadet überstehen kann.
Am 14. März 2012 meldeten mehrere Medien, darunter die Times, dass der damals 37-Jährige zwei vertraglich festgelegte Projekte verweigert habe. Daraufhin habe der Discovery Channel den Survival-Experten entlassen. Im Februar 2013 nahm er seine Zusammenarbeit mit dem Discovery Channel wieder auf.
Vom 8. Juli bis 26. August 2013 wurde Grylls’ neue Serie Get Out Alive auf NBC im anglo-amerikanischen Raum ausgestrahlt. Bei dem Format handelt es sich um eine Reality-Show, bei der mehrere Teams gegeneinander antreten und verschiedene Survival-Szenarien bestehen müssen. In Deutschland wurde die Sendung als Bear Grylls: Get Out Alive, wie auch Grylls’ vorherige Formate, ab dem 10. November 2013 auf DMAX ausgestrahlt.
Am 7. Oktober 2013 startete seine neue Sendung Bear Grylls: Escape from Hell. Hier befasst sich Grylls mit realen Unfällen in der Wildnis und rekonstruiert diese, um zu testen, wie er sich aus einer solchen Extremsituation befreit hätte. Die deutsche Erstausstrahlung erfolgte ab dem 2. Februar 2014 auf DMAX.
Ab dem 28. Juli 2014 strahlte der Sender NBC in den USA die sechsteilige Sendung Bear Grylls: Stars am Limit (Running Wild with Bear Grylls) aus, in der Grylls berühmte Persönlichkeiten, u. a. Barack Obama, für zwei Tage mit in die Wildnis nahm. Die Sendung wurde ab dem 13. März 2015 im wöchentlichen Takt ebenfalls auf DMAX ausgestrahlt. Die Ausstrahlung währt bis heute (Stand: 2021) fort und umfasst zurzeit sechs Staffeln mit insgesamt 51 Folgen.
Im April 2019 erschien die erste Staffel seiner Serie You vs. Wild bei Netflix, bei der die Zuschauer die Möglichkeit haben, Bear Grylls sichere Anweisungen zu geben oder ihn in gefährliche Situationen zu bringen. 2021 folgten zwei weitere interaktive Filme von Grylls auf Netflix.

## Veröffentlichungen
- 2004: Facing Up (USA: The Kid Who Climbed Everest)
- 2005: Facing the Frozen Ocean
- 2008: Born Survivor: Bear Grylls
- 2011: Mud, Sweat and Tears
- 2014: Extreme Food – What to Eat When Your Life Depends on it...
- 2014: True Grit – The epic true stories of heroism and survival that have shaped my life
- 2014: Your Life – Train For It

Deutsch
- 2012: Schlamm, Schweiß und Tränen (Übersetzung: Yvonne Rolli); Originaltitel 2011: Mud, Sweat and Tears
- 2013: Der Survival-Guide fürs Leben (Übersetzung: Yvonne Rolli), Börsenmedien Verlag
- 2013: Draußen (über)leben (Übersetzung: Marion Reuther), Börsenmedien Verlag
- 2014: Der Wildnis entkommen (Übersetzung: Yvonne Rolli), Plassen Verlag; Originaltitel 2013: True Grit
- 2014: Fit mit Bear Grylls – Functional Fitness mit dem bekanntesten Survival-Experten der Welt, Plassen Verlag; Originaltitel 2014: Your Life – Train For It

Er schrieb auch eine Reihe Survivalbücher für Kinder:
- 2008: Mission Survival 1: Gold of the Gods
- 2009: Mission Survival 2: Way of the Wolf
- 2009: Mission Survival 3: Sands of the Scorpion
- 2010: Mission Survival 4: Tracks of the Tiger
- 2013: Mission Survival 5: Claws of the Crocodile
- 2013: Mission Survival 6: Strike of the Shark
- 2014: Mission Survival 7: Rage of the Rhino
- 2015: Mission Survival 8: Lair of the Leopard[18]